# Čajetina
Čajetina (în sârbă Чајетина) este un oraș mic și o comună în districtul Zlatibor din vestul Serbiei. La recensământul din 1991, populația orașului Čajetina a fost de 2.584 de locuitori. Conform rezultatelor recensământului din 2011, comuna a avut 14.745 de locuitori, iar populația orașului Čajetina a fost de 3.336 de locuitori Una dintre cele mai notabile așezări din comuna Čajetina este orașul Zlatibor popular în rândul turiștilor.

## Istorie
Regiunea a fost întotdeauna locuită. În preistorie, aici au locuit ilirii , apoi au venit romanii, apoi slavii. Pe vremea regelui Ștefan Nemanja, zonele muntoase din Zlatibor (inclusiv Užice) erau situate în zona administrativă a regiunii Stari Vlah. Primul nume cunoscut al acestei zone a fost parohia Rujno (în sârbă: Рујно). În timpul stăpânirii turcești, parohia din Rujno a continuat să existe ca unitate administrativă și a făcut parte din Sangeacul Semendria, care făcea parte din Eyaletul Rumelia.
Primul document găsit până în prezent care menționează Čajetina este din anul 1815. Este o scrisoare de la Jovan Mićić către prințul Miloš Obrenović prin care îl informează despre primirea documentelor fiscale. În 1826, Joakim Vujić menționează Čajetina în cartea sa „Călătorii în Serbia”. El scrie că de la Čigota, prin Strmec, printr-o pădure densă, a ajuns la Čajetina lui Mićić, unde se afla curtea acestuia. Jovan Mićić a fost un haiduc din Zlatibor și unul dintre luptătorii din Prima Răscoală Sârbă. Când a fost numit prinț, Jovan Mićić a ales Cajetina drept reședința sa permanentă în 1817, aici a ridicat o pensiune cu mai multe clădiri. Orașul Čajetina s-a dezvoltat ulterior în jurul reședinței lui Mićić.
În 1904, a fost construită Biblioteca „Ljubisa R. Đenić” (în sârbă: Библиотека „Љубиша Р. Ђенић”) care a avut ca scop „aducerea cunoștințelor mai largi în rândul oamenilor din [comuna] Zlatibor” prin achiziționarea de cărți, ziare, scrieri politice, economice și literare.”
În 1930, comuna a înaintat o solicitare Ministerului Afacerilor Interne pentru a declara Čajetina un oraș, iar această solicitare a fost adoptată în noiembrie a aceluiași an, astfel încât Serbia a avut unul dintre cele mai mici orașe.

## Geografie
Čajetina este un oraș situat pe versanții nordici ai munților Zlatibor, în zona Stari Vlah, și este sediul comunei Cajetina. Este situat la aproximativ 850 metri deasupra nivelului mării și este înconjurat de vârfuri precum Gradine, Omanica, Cajetinsko brdo, Lađevac, Karaule și Palisada. Cel mai înalt vârf din comuna Čajetina are 1.496 m (vârful Tornik), care este cel mai înalt vârf al munților Zlatibor. Čajetina este o comună de munte unde mulți turiști vin să se bucure de frumusețea sa naturală.
Comuna Čajetina este situată în sud-vestul Serbiei, la granița cu Bosnia și Herțegovina (Republika Srpska). În nord se învecinează cu orașul Užice, în est cu comuna Arilje, la sud-est cu comuna Nova Varoš și la sud cu comuna Priboj. Are o suprafață de 647 kilometri pătrați, iar densitatea este de 22,8 locuitori pe km2. Cea mai mare parte a teritoriului comunei este deluroasă și muntoasă și este locuită între 600 și 1100 m deasupra nivelului mării.
21.555 de hectare din teritoriul comunei este acoperit de pădure (aproximativ 33,3% din suprafața totală), iar cele mai frecvente sunt pădurile de pin negru și alb, de molid și de brad. Datorită compoziției geologice a terenului, zona este bogată în izvoare, dar și în ape subterane. Apele subterane sunt prezente în special în așezarea Zlatibor și în împrejurimile sale.

## Climat
Čajetina are un climat continental umed (clasificarea Köppen: Dfb), dar influența climatului montan este de asemenea pronunțată.  Verile sunt blânde, iar iernile sunt moderate.  Precipitațiile sunt scăzute și au o medie de 990 mm pe an. 
| Date climatice pentru Čajetina | Date climatice pentru Čajetina | Date climatice pentru Čajetina | Date climatice pentru Čajetina | Date climatice pentru Čajetina | Date climatice pentru Čajetina | Date climatice pentru Čajetina | Date climatice pentru Čajetina | Date climatice pentru Čajetina | Date climatice pentru Čajetina | Date climatice pentru Čajetina | Date climatice pentru Čajetina | Date climatice pentru Čajetina | Date climatice pentru Čajetina |
| Luna                           | Ian                            | Feb                            | Mar                            | Apr                            | Mai                            | Iun                            | Iul                            | Aug                            | Sep                            | Oct                            | Nov                            | Dec                            | Anual                          |
| ------------------------------ | ------------------------------ | ------------------------------ | ------------------------------ | ------------------------------ | ------------------------------ | ------------------------------ | ------------------------------ | ------------------------------ | ------------------------------ | ------------------------------ | ------------------------------ | ------------------------------ | ------------------------------ |
| Maxima medie °C (°F)           | 1.2 (34,2)                     | 4.1 (39,4)                     | 9.0 (48,2)                     | 12.5 (54,5)                    | 17.3 (63,1)                    | 20.8 (69,4)                    | 23.0 (73,4)                    | 23.2 (73,8)                    | 19.9 (67,8)                    | 14.8 (58,6)                    | 7.5 (45,5)                     | 2.9 (37,2)                     | 13,02 (55,43)                  |
| Media zilnică °C (°F)          | −2.1 (28,2)                    | 0.3 (32,5)                     | 4.5 (40,1)                     | 7.7 (45,9)                     | 12.3 (54,1)                    | 15.7 (60,3)                    | 17.7 (63,9)                    | 17.7 (63,9)                    | 14.6 (58,3)                    | 10.1 (50,2)                    | 4.0 (39,2)                     | −0.1 (31,8)                    | 8,53 (47,36)                   |
| Minima medie °C (°F)           | −5.4 (22,3)                    | −3.5 (25,7)                    | 0.0 (32)                       | 3.0 (37,4)                     | 7.4 (45,3)                     | 10.7 (51,3)                    | 12.4 (54,3)                    | 12.3 (54,1)                    | 9.3 (48,7)                     | 5.4 (41,7)                     | 0.5 (32,9)                     | −3.1 (26,4)                    | 4,08 (39,35)                   |
| Precipitații mm (inches)       | 67 (2.64)                      | 59 (2.32)                      | 60 (2.36)                      | 75 (2.95)                      | 100 (3.94)                     | 99 (3.9)                       | 89 (3.5)                       | 74 (2.91)                      | 78 (3.07)                      | 77 (3.03)                      | 86 (3.39)                      | 76 (2.99)                      | 940 (37,01)                    |
| Sursă: Climate-Data.org        |                                |                                |                                |                                |                                |                                |                                |                                |                                |                                |                                |                                |                                |

## Așezările
În afară de orașul Čajetina, comuna cuprinde încă 23 de așezări, din care cea mai importantă este Zlatibor. Există, de asemenea, trei așezări turistice în comună - Ribnica, Smiljanića Zakos și Vodice , care nu au o populație permanentă, cu toate în timpul sezonului turistic un număr mare de persoane se află în aceste așezări. 

## Date demografice
Populația din Zlatibor, Čajetina, precum și din întreaga regiune Užice, este imigrantă. Sunt puține familii care au trăit acolo de mai bine de două sute de ani. Cea mai mare parte a populației a imigrat din Herțegovina, Muntenegru și din Sangeacul Novi Pazar în secolul al XVIII-lea și în secolul al XIX-lea. Populația rurală o constituie aproape două treimi (64%), iar cea urbană mai mult de o treime (36%) din totalul populației comunei.
La recensământul din 1991, populația orașului Čajetina a fost de 2.584 de locuitori și 840 de locuințe. Conform rezultatelor recensământului din 2011, comuna a avut 14.745 de locuitori, iar populația orașului Čajetina a fost de 3.336 de locuitori și 1.016 locuințe.

### Grupuri etnice
Compoziția etnică a comunei: 
| Grup etnic   | Populație |
| ------------ | --------- |
| sârbi        | 14440     |
| muntenegreni | 36        |
| croați       | 13        |
| macedoneni   | 7         |
| Alții        | 132       |
| Total        | 14.745    |

## Economie
Următorul tabel oferă o previzualizare a numărului total de persoane înregistrate angajate de persoane juridice după activitatea lor principală (în 2018):
| Activitate                                                                     | Total |
| ------------------------------------------------------------------------------ | ----- |
| Agricultură, silvicultură și pescuit                                           | 93    |
| Minerit si cariere                                                             | 4     |
| Fabricație                                                                     | 1156  |
| Alimentare cu energie electrică, gaz, abur și aer condiționat                  | 33    |
| Rezerva de apa; activități de canalizare, gestionare și remediere a deșeurilor | 171   |
| Construcții                                                                    | 284   |
| Comerț cu ridicata și cu amănuntul, reparații de autovehicule și motociclete   | 676   |
| Transport și depozitare                                                        | 124   |
| Cazare și servicii alimentare                                                  | 1285  |
| Informatie si comunicare                                                       | 26    |
| Activități financiare și de asigurare                                          | 34    |
| Activități imobiliare                                                          | 8     |
| Activități profesionale, științifice și tehnice                                | 99    |
| Activități de servicii administrative și de asistență                          | 126   |
| Administrație publică și apărare; securitate socială obligatorie               | 269   |
| Educație                                                                       | 226   |
| Sănătate umană și activități de muncă socială                                  | 375   |
| Arte, divertisment și recreere                                                 | 202   |
| Alte activități de servicii                                                    | 84    |
| Muncitori agricoli individuali                                                 | 174   |
| Total                                                                          | 5450  |

## Orașe gemene
Čajetina este înfrățit cu următoarele localități:
- Herceg Novi, Muntenegru
- Lefkimmi, Grecia
- Nazarje, Slovenia
- Šamac, Bosnia și Herțegovina